# Мордовское (Калининградская область)
Мордовское — посёлок в Калининградской области России. Входил в состав Добринского сельского поселения в Гурьевском районе.

## История
Населенный пункт Зергиттен впервые упоминается в 1404 году.

## Население
| 2002 | 2010 |
| ---- | ---- |
| 25   | ↗37  |

В 1910 году в проживало 168 человек, в 1933 году — 268 человек, в 1939 году — 179 человек.